# ハルパン・デ・セラ (ケレタロ州)
ハルパン・デ・セラ（Jalpan de Serra）は、メキシコのケレタロ州にある自治体。
メキシコ政府観光局(SECTUR)（スペイン語: Secretaría de Turismo (México)）によりプエブロ・マヒコとして選出された観光地。